# Pünkösdizmus
A pünkösdizmus vagy pünkösdi mozgalom egy új vallási mozgalom; olyan protestáns irányzat, 
amelynek követői a Krisztusba vetett hit és a megtérés mellett a Szentlélekben való keresztséget hangsúlyozzák, melynek különböző bibliai jelei lehetnek.
A pünkösdizmus világméretű keresztény mozgalom, amelyből számtalan felekezet keletkezett.
Nincs központi hatósága, de sok felekezetük kapcsolódik az 1947-ben alapított Pünkösdi Világszövetséghez.
A 20. század elején útjára indult mozgalom az Isten-ismeretben, a keresztény életben és szolgálatban a Szentlélek bibliai szerepének helyreállítását célozta meg.
A mozgalom alaptétele Jóel próféta jövendölése alapján a Szentlélek-keresztség: 
„Lészen az utolsó napokban, azt mondja az Isten, kitöltök az én Lelkemből minden testre: és prófétálnak a ti fiaitok és leányaitok, és a ti ifjaitok látásokat látnak, és a ti véneitek álmokat álmodnak. És az én szolgáimra és szolgálóleányaimra is kitöltök azokban a napokban az én Lelkemből és prófétálnak.” (ApCsel 2,17–18).
A pünkösdi irányzathoz tartozó gyülekezetek Magyarországon 1924 óta működnek, amelyek száz százalékban elfogadják a Biblia hitelveit.
Hittörekvései a Biblia tanításához való visszatérés, a tiszta evangélium hirdetése, az egyház anyagiasodásának visszafogása mellett a közösségi hitéletet is tartalmazzák.
A belőle létrejött, későbbi karizmatikus mozgalom a kereszténység legdinamikusabban növekvő mozgalma, megújulási célú irányzata.

## Etimológia, nevük
Nevük a pünkösdi ünnepre utal, amely a Szentlélek kiáradásáról emlékezik meg az ókori jeruzsálemi közösségben, amelyről az Újszövetség is beszámol. Az 1870-es és 1880-as években az Egyesült Államokban a protestáns evangéliumi körökben egyre gyakrabban imádkoztak egy új pünkösdért, vagyis a Szentlélek új kiáradásáért. 1906. tavaszán különleges jelenségek történtek a Los Angeles -i Azusa Streeten tartott istentiszteleten, amelyek hasonlónak tűntek az első jeruzsálemi pünkösd eseményeihez, és úgy vélték, hogy elérkezett a második pünkösd. Az ezekkel az eseményekkel összefüggésben létrejött és világszerte elterjedt mozgalmat innentől kezdve pünkösdi mozgalomként ismerik.
Önmagukat pünkösdieknek nevezik, míg a köznyelvben gyakran pünkösdistáknak hívják őket.

## Története

### Előzmények
A pünkösdi-karizmatikus mozgalom egyik fontos célkitűzése a bibliai pünkösdkor született egyház helyreállítása.
A Szent Lélektől (Isten szellemi erejétől) való elidegenedés maga után vonta a Biblia (kinyilatkoztatott igazságok) háttérbe szorítását is a vallási tradicionalizmusban.
A kereszténység eredeti gyökereihez történő visszatérésre az egyháztörténelem folyamán többször is történtek egyéni vagy csoportos kísérletek, de végül az egyház megreformálásába Luther és Kálvin kapcsolódott be több más (ma már háttérbe szorult) reformátorral egyetemben. Újra a figyelem középpontjába került a Szentírás, Isten Igéje. A protestantizmus jótékony hatással volt a kapitalizmus kialakulására, a polgárosodásra és a nemzeti államok létrejöttére.
A reformátorok első nemzedéke a katolicizmuson nőtt fel, melynek tévelygéseit egyháztisztogató buzgalmukban túlreagálták. Azt állították, hogy a gyógyulás és a Szellem ajándékai (karizmák) kizárólag az apostoli Egyházban működtek. A gyógyulások és csodák megszűnéséről vallott nézetét a későbbi reformátorok a Szentlélek-keresztségre is kiterjesztették.
A pünkösdi mozgalom szoros kapcsolatot mutat a 19. századi ébredési mozgalmakkal. Ezt nemcsak történelmi kapcsolópontok bizonyítják, hanem a mai pünkösdi mozgalmak tanításának elemzése is. A Lélek-keresztség szükségét már a 19. század végi ún. „szentségi mozgalmak” is hangsúlyozták, mint „második áldást”.

### Észak-amerikai kibontakozása
A pünkösdizmus atyjának leginkább Charles F. Parhamet tartják. 1900-ban Kansas állam Topeka nevű városában vezetett bibliaiskolát, ahol szorgalmasan kutatták a Szentlélek-keresztség bibliai bizonyítékait. Az Apostolok cselekedetei könyvének tanulmányozása nyomán Parhamék arra a következtetésre jutottak, hogy – az Írások szerint – aki Szentlélek-keresztségben részesült, más nyelveken kezdett szólni (glosszolália). Beszámolója szerint hallgatói közül egy hölgy részesült először Szentlélek-keresztségben, aki ismeretlen nyelven kezdett el beszélni. A következő évben nyerte el a Szentlélek-keresztséget más lelkésztársaival együtt maga Parham is.
Hamarosan egy csoport támadt Parham körül, amely szent élettel és imádsággal kezdett a Szentlélekkel való keresztségre törekedni. A Los Angeles-i összejöveteleik az amerikai pünkösdi mozgalom központjává lettek. Gyors növekedés következett. Sokan elhagyták a történelmi egyházakat, hogy a pünkösdi egyházakhoz (Assemblies of God) csatlakozzanak.
A megtapasztalás terjedésének hatására sokan tanulmányozták a jelenséget és a korabeli újságok szalagcímekben hirdették: „Pünkösd! Eljött pünkösd!”
A mozgalom másik kiemelkedő személyiségének egy fekete lelkészt, William J. Seymourt tartják a pünkösdizmus szakértői, akire nagy hatást gyakorolt Charles Parham tevékenysége. Seymour a Los Angeles-i Azusa utcai ébredés vezetője volt, ahol 1906-tól tömeges méretekben töltekeztek be az emberek Szentlélekkel. A Los Angelesben történt szellemi megtapasztalások hírére az Amerikai Egyesült Államokból és a világ különböző országaiból misszionáriusok keresték fel az Azusa utcában működő közösséget, hogy Szentlélek-keresztségben részesülhessenek. Ennek következtében a pünkösdi mozgalom rövid időn belül világméretűvé vált.
Más tanulmányok úgy tartják, hogy a pünkösdizmus a világ különböző pontjain egymástól függetlenül jelent meg, de csaknem egy időben, a Szentlélek-keresztséget valló mozgalmak. Ausztráliában is már 1901-ben találkozunk a nyelveken szólás jelenségével. Azonban a két legnagyobb jelentőségű mozgalom a Los Angelesből elindult ébredés és a Robert Evnns által elindított walesi ébredés volt. Ezután a pünkösdi gyülekezetek 1907 és 1932 között egymás után jöttek létre a világ különböző pontjain.
A második világháború előtti amerikai pünkösdi mozgalom egyik tekintélyes képviselője Parham egyik tanítványa, Fred Bosworth lelkész volt, aki a hitből való gyógyulás teológiáját részletesen kifejtette magyarul is megjelent könyvében (Krisztus, a gyógyító). Bosworth már a 20-as években rádión keresztül hirdette az Egyesült Államokban több százezres hallgatóságának, hogy Krisztus megváltotta az embereket a betegségekből is.
A 20. századi pünkösdi mozgalomnak a nyelveken szólás mellett az isteni gyógyítás is alapja lett.

### Az első európai gyülekezetek
A 19. század végén az ébredési mozgalmak között az utolsó nagyszabású a walesi volt. A Robert Evans (1879–?) nevű bányamunkás az általa vezetett istentiszteleteken megvalósította az úgynevezett „Szentlélek által vezetett istentiszteletet”. A megtértek száma 1905 tavaszán sok ezer volt. A mozgalom híre az egész világra eljutott. Az „ébredés”nek jelentős visszhangja volt Magyarországon is.
A pünkösdi ébredés európai elterjedése részben Thomas Ball Barratt norvég származású prédikátornak köszönhető, aki Amerikában hallott az Azusa utcai eseményekről. Bár személyesen nem járt ott, már Szentlélekkel betöltekezve tért haza oslói gyülekezetébe, ahonnan kiindulva Európa többi részén is elterjedt a pünkösdi üzenet. Evangélizált Norvégián kívül Svédországban, Dániában, Németországban, Angliában és Svájcban. Munkálkodása nyomán alakultak meg az erős skandináviai pünkösdi gyülekezetek.

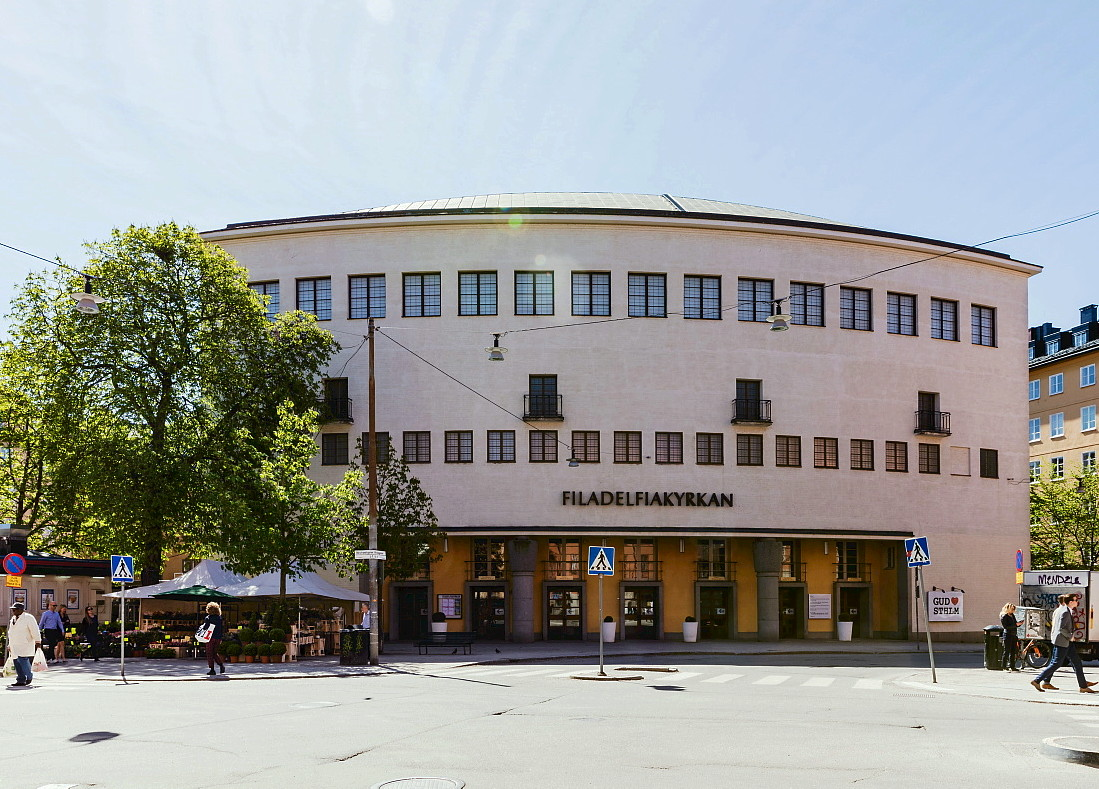
Az 1930-ban megnyílt stockholmi Philadelphia templom

Különösen figyelemreméltó az első évtizedekben igen dinamikusan fejlődő svéd pünkösdi mozgalom, Lewi Pethrus vezetésével. Stockholmi gyülekezete, a Philadelphia Gyülekezet Európában a misszionálás és a rádiós evangelizálás úttörője volt.
Németországból terjedt el Hollandiába a pünkösdi mozgalom még 1907-ben R. G. Polman közvetítésével.
A többi nyugat-európai ország közül elsősorban a svájci pünkösdi mozgalom figyelemre méltó, különösen újabban betöltött szerepe miatt. Itt 1907-től ismert a pünkösdizmus. Franciaországban 1909- től, Belgiumban és Ausztriában 1923-tól folyt misszió. Olaszországban 1908-ban amerikai hatásra indult a mozgalom.
Megjelent a pünkösdi ébredés Magyarországon is, ahol a Viharsarokból kiindulva terjedt erőteljesen. A békéscsabai Esti Újság már 1913 márciusában hírt adott egy helyi közösség működéséről. Az első imaházuk 1926-ban Darányban nyílt meg.
A magyarországi munka élvonalában működők között meg kell említeni Mihók Imre és Rároha Dávid nevét.
A jugoszláviai, romániai, csehszlovákiai és lengyelországi pünkösdi mozgalmak többféle, az amerikai irányzat hatására létrejött csoportból tevődtek össze. A szomszédos országokban magyar prédikátorok is folytattak missziót. Mihók Imre 1933-34-ben a vendek között dolgozott, Berek János Romániában is úttörő munkát végzett, majd 1935-től a Rároha házaspár, majd pedig a Sárkány testvérek Csehszlovákiában dolgoztak.
A korabeli beszámolók szerint Európában Smith Wigglesworth angol prédikátor szolgálatát kísérték tömeges megtérések, csodák és jelek. Wigglesworth nemcsak a betegségekkel, hanem a démonokkal szemben is felvette a harcot. Az angol prédikátor nagyobb hangsúlyt helyezett a démonok kiűzésére, mint amerikai kollégái.

### A 20. század második fele
A II. világháború után két típusú világméretű keresztény megújulás indult el:
1. Az evangéliumi ébredés leghatásosabb képviselője Billy Graham amerikai baptista lelkész volt, aki százezreket vonzó evangelizáló összejövetelein elsősorban a megtérés, újjászületés szükségességét hirdette hatékonyan.
2. A második megújulási hullám a pünkösdi mozgalom hatására indult el, amelynek legismertebb képviselői ebben az időszakban William M. Branham, Oral Roberts és Kathryn Kuhlman prédikátorok voltak. 1947 és 1958 között úgynevezett gyógyító evangélisták járták keresztül-kasul az Egyesült Államokat. Ez idő alatt a pünkösdi mozgalom olyan nagy növekedésen ment keresztül, hogy áttört bizonyos felekezeti, szociális, gazdasági határokat. A szakemberek a II. világháború utáni „gyógyító ébredést” tartják a karizmatikus megújulás szülőatyjának.

A mozgalom néhány évtized alatt világméretűvé szélesedett, és mára a kereszténység történelmének legnagyobb kiterjedésű evangelizációs sikereit érte el. A statisztikai adatok szerint az 1975–85-ös évtizedben például növekedési rátája 157%-os volt, miközben a többi keresztény felekezet és nagy világvallás (egyenként) maximum 1–12%-os szaporodást könyvelhetett el. Az 1901-ben „nulláról induló” mozgalom 1987-re az összkereszténység 21%-át tette ki, és növekedése azóta is exponenciális. A pünkösdi jellegű gyülekezetek száma a világon meghaladja a 150 milliót.
Szemléletesen megfogalmazva az adatokat: ha beszámítjuk az ókeresztény kor első századainak becsült hívőit is (hiszen a mozgalom szerint a kereszténység ilyen, pünkösdi–karizmatikus jellegű volt), akkor Jézustól 1996-ig az összes ilyen spirituális orientáltságú, újjászületett keresztény 70%-a a 20. században lett hívővé. A 20. századiak 70%-a a második világháború óta, ezek 70%-a pedig az elmúlt öt évben – írták a vallásszociológusok 1997-ben, szemléltetve a növekedés robbanásszerű voltát. E növekedést extrapolálva a szakemberek a 21. század első éveire a pünkösdi–karizmatikus keresztények létszámát egymilliárdra becsülik, akik így nemsokára az összkereszténység felét jelentik majd.
Különösen intenzív a mozgalom növekedése Latin-Amerikában, ahol jelenleg óránként átlagosan négyszázan csatlakoznak hozzá; de megemlíthetjük a kommunista Kínát is, ahol az elmúlt évtizedekben egyes területeken a lakosság 90%-a lett hitvalló kereszténnyé (illegalitásban). Az ő számukat összesen 85-100 millióra becsülik. Dél-Koreában, ahol 1900-ban még alig néhány keresztény volt, 1992-ben 37 200 gyülekezethez 12,5 millióan tartoztak, ezek közt sok a pünkösdi és ez a szám azóta tovább növekedett.
A mozgalom kezdettől fogva mindenfelé egységesen nagy hangsúlyt helyezett a „nyelveken szólásra” és úgy gondolták, hogy e megdöbbentő léptékű megújulás szorosan összefügg a nyelveken szólással. Jóllehet a természetes gondolkodásmód számára nehezen látható be, hogy mi köze egymáshoz egy szinte értelmetlenségnek, gyerekességnek tűnő sajátos viselkedésmódnak, és a mozgalom gyors növekedésének, a pünkösdi ébredés vezéralakjai kivétel nélkül középponti fontosságúnak tartják e karizma működését a siker szempontjából.
„Annak elfogadása, hogy ez is az érvényes keresztény megtapasztalások körébe tartozik – írja a félmilliós tömegeket vonzó evangélista, Reinhard Bonnke A Lélek erejével című könyvében –, korszakalkotónak bizonyult az egyház történetében. A nyelveken szólás indította be világszerte azt a folyamatot, hogy a Szentlélek kezd az egyház figyelmének középpontjába kerülni, ezenfelül egy olyan hatalmas evangelizációs hullám katalizátora is volt, amely mind méreteiben, mind sikerességében minden addigit felülmúlt… az egész keresztény kor legnagyszabásúbb lélekmentő megmozdulását indította el.”
Ugyanakkor a pünkösdi és karizmatikus hívők egyre jelentősebb része nem tekinti központi fontosságúnak a nyelveken szólást, ez nagy mértékben elősegíti a mozgalom közeledését a kereszténység többi részéhez, valamint mutatja a rugalmasságát és differenciálódását.

### Új hullám

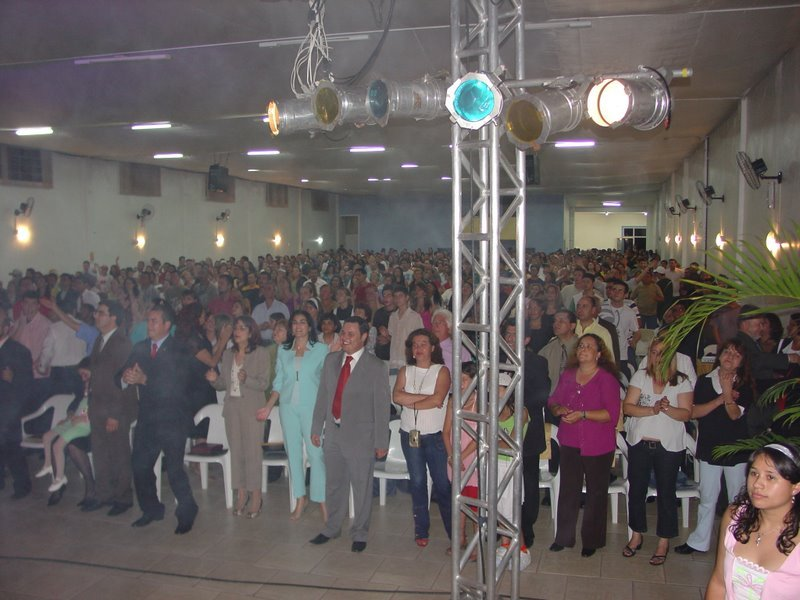
Pünkösdi gyülekezet Brazíliában

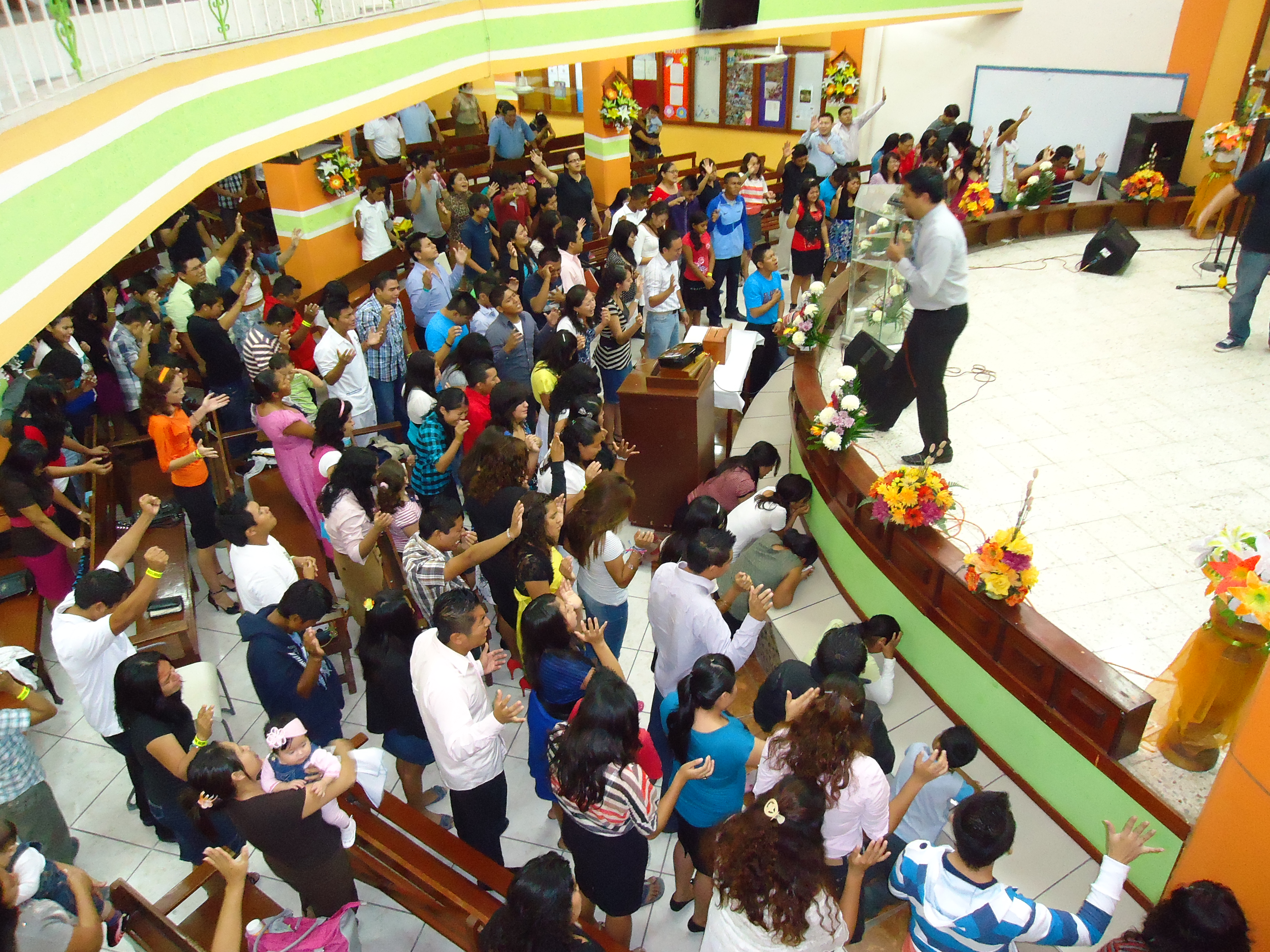
Pünkösdi közösség Cancúnban, Mexikóban

Az 1990-es évek elejétől a modern pünkösdi-karizmatikus mozgalomban a hit és az érzelem újra összefonódott, ezt „új hullámnak” is nevezték. A karizmatikus öröm megtapasztalása következtében világméretekben gyakran egész tömegekre kiterjedő, hosszas nevetés jellemezte a pünkösdi-karizmatikus összejöveteleket; emiatt egyesek „nevető ébredésnek” vagy „öröm-ébredésnek” nevezték a jelenséget; nézetük szerint a „Szentlélek öröme” áradt rá a hívőkre, amit a nevetés mellett más érzelmi-fizikai megnyilvánulások is kísértek (mint például: földreesés, tánc, sírás, örömkiáltások, ugrálás, sikolyok stb.)
Másfelől ezek a jelenségek meg is osztották a mozgalmat, sokan nem fogadták el ezt a Szentlélek munkájaként. Az új hullám főleg a hit mozgalomban talált táptalajra. A magukat mérsékeltnek tekintő irányzatok azóta egyre inkább elhatárolódnak ettől a vonulattól. Egyes csoportjaik nyílt erőszakkal terjeszkednek, elsősorban Latin-Amerikában. Főként az ősi, afrikai eredetű vallások híveit üldözik.
Az „új hullámnak” rövid időn belül nemzetközi központjai alakultak ki: Észak-Amerikában például a floridai Lakelandben, Pensacolában, az oklahomai Tulsában, valamint Torontóban, Dél-Amerikában Buenos Airesben, Európában Angliában, Magyarországon pedig a Hit Gyülekezetében.
A pünkösdi-karizmatikus mozgalom Magyarországon is több gyülekezetből, közösségből, és felekezetből tevődik össze. Napjainkban igazából helyesebb mozgalmakról beszélni. Ezek teológiájukban és ökumenikus nyitottságukban jelentősen különböznek. Pl. a Vineyard mozgalom jóval közelebb áll a konzervatív evangéliumi vonalhoz, mint a Hit szava (Word Faith) mozgalomhoz.

## Típusai

### 20. század
Boross Géza egyháztörténész 1978-ban a pünkösdi-karizmatikus mozgalom alábbi típusait különbözteti meg:
- A két lépcsős üdvösség pünkösdiek. Szerintük az üdvösségnek két lépcsője van. Az egyik a megtérés (vagy újjászületés), a másik a lélekkeresztség. A szervezetek többsége ehhez a típushoz tartozik. E csoportokat a különböző nagygyűlések (Assemblies) reprezentálják.
- A három lépcsős üdvösség pünkösdisdiek. A három lépcső: a megtérés vagy újjászületés, a megszentelődés és a lélekkeresztség. E típus reprezentánsai a clevelandi „Isten egyháza”, Németországban „Isten gyülekezetei”, azután az ún. Pentecostal Holiness Church és sokan mások.
- Az egyedül Jézus mozgalom. Ez az irányzat csak egyetlen keresztelési formulát ismer el, azt, amelyik a „Jézus nevére” történik. A többi pünkösdi ezeket unitáriusoknak tekintik, holott valójában ugyanúgy tanítanak, mint a szolid trinitáriusok. E csoport jellegzetes képviselői: az Egyesült Pünkösdi Egyház, sok fekete pünkösdi egyház Amerikában és csaknem az egész indonéz pünkösdi mozgalom (1978-as adatok!).
- Kvékeriánus, kálvinista, lutheránus pünkösdiek. A klasszikus pünkösdi mozgalom metodista tanokat, a Mülheim-Ruhr-vidéki keresztyén közösségi egyesület református-lutheránus tanokat vall. Az amerikai pünkösdiek inkább a kvékerekhez állanak közel. Ezek közül a csoportok közül a legtöbb intézményesítette az apostoli és prófétai hivatalt, s sokat veszített a gyakorlatában abból a spontaneitásból, ami pedig a pünkösdi mozgalmakban elméletileg biztosított.
- Afrikai független pünkösdi egyházak. A dél-afrikai cionista egyházak pünkösdi misszionáriusok konvertitáira mennek vissza. A nyugat-afrikai Aladura, Serafim és Cherubim egyházak viszont az amerikai és brit pünkösdi egyházakkal voltak kapcsolatban a múltban. Más egyházak viszont, mint pl. a kongói kimbangizmus, történetileg egyáltalán nem tartozik a pünkösdi mozgalomhoz.

### 21. század
A 21. században egy szakdolgozatban a pünkösdizmusnak négy fő ágát különböztetik meg:
- a történelmi pünkösdizmus: Az összes ág közül a legrégebbi. A 19. század végén  és a 20. század elején, főként az Egyesült Államokban protestáns közösségek csoportosulásából indult ki. Más későbbi pünkösdi csoportoktól eltérően a történelmi pünkösdisták hisznek a Szentháromságban;[20][21]
- a klasszikus pünkösdizmus: 1901. január 1-jén jelent meg az amerikai Kansas állambeli Topeka városában. Tanaik közösségeiktől függően eltérőek, de a történelmi pünkösdiekhez hasonlóan sokan közülük is hisznek a Szentháromság tanában. Helytelenítik a homoszexualitást és a válást. Tartózkodnak az alkoholtól, a dohányzástól és ellenzik a halálbüntetést is.
- az egységpünkösdizmus (egyedül Jézus mozgalom), Szentháromságtagadók;
- a karizmatikus mozgalom vagy új-pünkösdizmus (amely magában foglalja a második és a harmadik hullámú újkarizmatikusokat).

## Hitnézetei

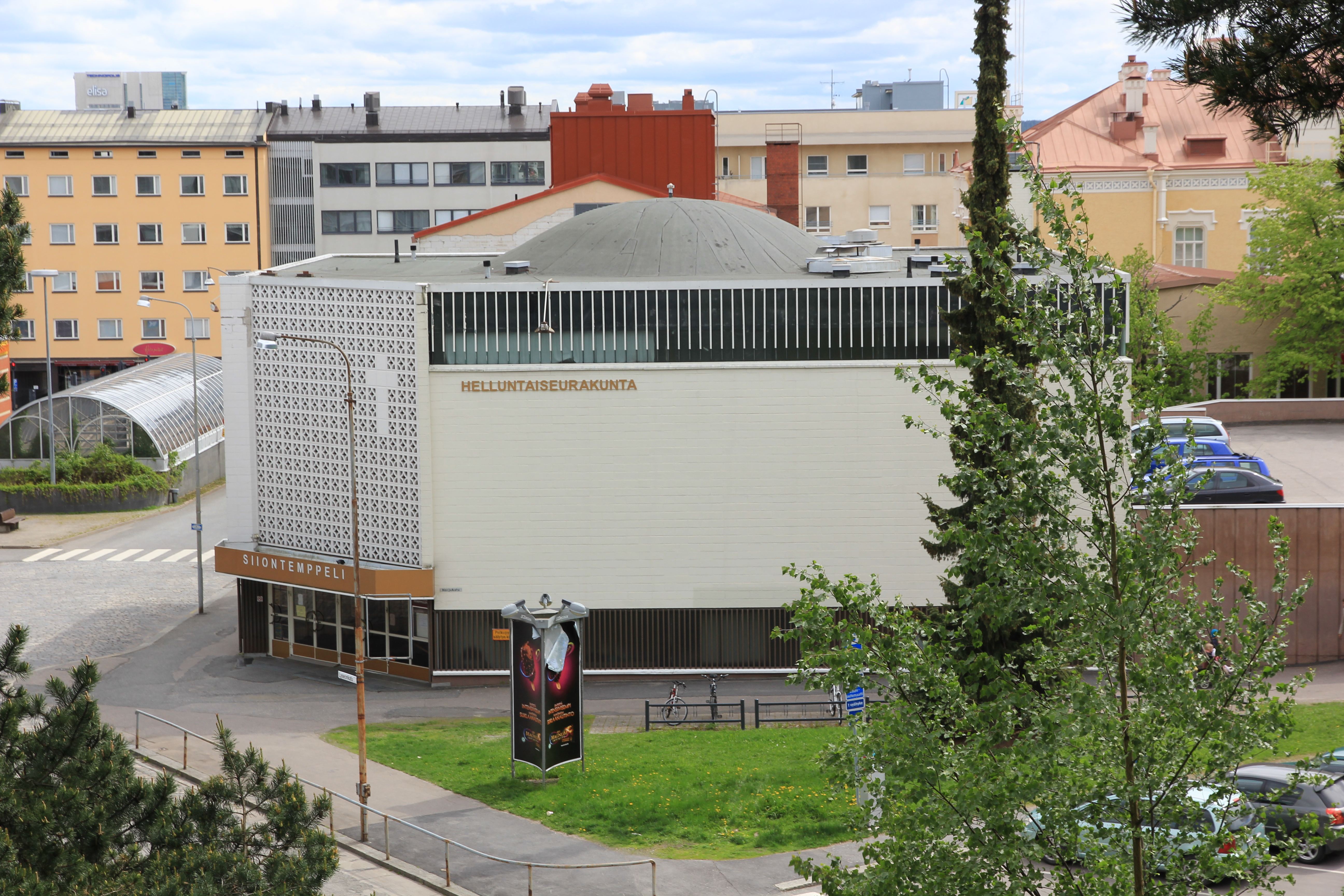
Pünkösdi templom Finnországban

A pünkösdi mozgalomnak nincs egységes hitvallása. Az elvek nagyon széles változata és a hitelvi meghatározást illetően igazi szabadság uralkodik. Ez a szabadság a mozgalom egyik erősségét eredményezi (ugyanakkor talán egyik gyengesége is); képessé teszi a pünkösdizmust számos változat magába fogadására. A különböző pünkösdi szerzők által írt könyvek ezt a tényt nem mindig tükrözik világosan, minthogy a szerzők sok esetben arra a sajátos csoportra koncentrálnak, amelyhez tartoznak. Ebben a perspektívában más pünkösdi csoportok jelentéktelen, vagy periférikus csoportoknak számíthatnak.
A különböző közösségeket a következők kötik össze:
- „Jézus Krisztus egyháza az újonnan születettek gyülekezete.”
- Az úr Jézusnak, mint az ő egyháza egyedüli fejének elismerése
- Imádkozás és tusakodás a Szentlélek kitöltéséért
- A Szentlélek korlátozás nélküli elfogadása az adományokban és erőkben való mindennemű hatásával
- Állandó és megrendíthetetlen bizonyságtétel arról, hogy a Szentlélekkel való személy szerinti beteljesedés az egyház megújulásának elengedhetetlen feltétele
- Kitartás abban a reményben, hogy Jézus újra eljön az egyház beteljesedése és Izráel helyreállítása végett

### Megtérés
Ádám bűnesete miatt minden ember romlott természettel születik, aminek következménye a bűnös életmód. A bűn gyökere a hitetlenség, az Isten Igéjétől és törvényétől való elfordulás.
A Szentlélek által megelevenített Ige teszi képessé a bűnös embert arra, hogy romlott életmódjával szakítson, és az Úr akarata szerint éljen. Ez az átfordulás jelenti a megtérést.
A megtérés mozzanatai:
- a bűnbánat, amely belső akarati döntésre épül, és Isten szerinti megszomorodás a bűn miatt,
- a megalázkodás Isten előtt, amelyben a megtérő elismeri bűnösségét,
- Jézus Krisztus engesztelő áldozatának személyes elfogadása és az ő nevének segítségül hívása,
- a bűnök őszinte, töredelmes szívű megvallása,
- elszakadás a bűnös cselekedetektől és életmódtól, ezek elhagyása, és odaszánás Jézus Krisztus követésére.

A megtérés gyümölcse a megigazulás, ami azt jelenti, hogy Isten Jézus Krisztus igazságát a megtértnek tulajdonítja, aki felszabadul a végső kárhoztató ítélet, a bűn és a bűntudat érzése alól, és hiszi, hogy Jézus Krisztus által örök életet nyert.

### Vízkeresztség (Bemerítés)
A bemerítéskor a hívő teste teljesen a víz alá merül. Ez egy engedelmességbeli és hitbeli tett, amelyben a hívő azonosul Jézus Krisztus halálával, eltemettetésével és feltámadásával.
A bemerítés feltétele a Jézus Krisztushoz való megtérés és a belé vetett hit.
A bemerítés jelképezi a bűnök eltörlését, az óember megfeszítését és eltemetését, a föltámadott életre való újjászületést, a szív körülmetélését és a Krisztus Testébe, az Eklézsiába (Gyülekezet, Egyház) való beépülést.

### Szentlélek/Szent Szellem-keresztség
Másképp: Szent Szellemmel való betöltekezés, [eredetiben: beteljesedés].
Jézus Krisztus főpapi szolgálatának egyik legfontosabb része az Egyházban ma is az, hogy Szent Szellemmel keresztel. Ezáltal a hívő Isten erejének részesévé válik, ami alkalmassá teszi őt arra, hogy eleget tegyen tanítványi kötelezettségeinek (az evangélium hirdetése, bizonyságtevés, gyógyítás, szabadítás stb.).
A Szentlélekkel való betöltekezés leggyakoribb jele a nyelveken szólás/imádkozás, ami természetfölötti jel: ilyenkor az ember imádkozik nyelveken Istenhez, és a Szentlélek adja a kiejtést hozzá. Ez egy tökéletes, titkos ima, melyet csak Isten ért.
A Szentlélek vételének feltétele a megtérés és a hit Jézus Krisztusban.
Az újjászületés is a Szentlélek munkájának gyümölcse, de nem azonos a Szentlélekkel való betöltekezéssel, ami a megtérés után a második megtapasztalást jelenti a hívő életében.

### Hit
A hit a nem látott dolgokról való meggyőződés, a remélt dolgok valósága (zsidókhoz írt levél 11.1). Biztos tudás arról, hogy amit Isten Igéje mond, az mindig, minden körülmények között igaz és megvalósul.
Hit nélkül lehetetlen Istennel személyes közösségre lépni, Tőle áldást nyerni. A bibliai hit alapvetően Isten ajándéka, ami által az ember Isten igazságának részesévé válik.
A hit Istennek a Szentlélek kenetével prédikált Igéje hallásából származik. Ezáltal a hallgató szívébe kerül a hit szelleme, amely képessé teszi őt arra, hogy higgyen Isten kinyilatkoztatott igazságaiban. A hit tárgya megvallás által lesz hathatós a hívő életében.
A hitet növelni lehet Isten Igéjének hallása és megvallása, könyörgés, böjt és Szentlélekkel való ima által.
Az úgynevezett általános hiten kívül, amelynek jutalma az üdvözülés, a Biblia a hitről mint szellemi gyümölcsről is beszél, amely az Úrral való együttélés következménye a hívő életében.
Ezenkívül szól a Szentírás a hit ajándékáról is, mikor valaki egy kritikus helyzetben különleges módon tud hitet gyakorolni Isten Igéjében, és ezt Isten természetfölötti módon megjutalmazza.

### A Szentlélek ajándékai (karizmák)
A Szentlélek természetfölötti ajándékai három kategóriába oszthatók:
- az ún. kijelentés ajándékai: tudomány beszéde, bölcsesség beszéde, szellemek megkülönböztetése
- az erő ajándékai: hit, gyógyítás, csodatevés, ördögűzés.
- a szólás ajándékai: prófétálás, nyelvek nemei és nyelvek magyarázata.

Ezen ajándékok céljai:
- Jézus Krisztus szolgálatának folytatása és kiterjesztése minden nemzetre (evangélizálás)
- Krisztus Testének (egyház) felépítése és megszilárdítása
- az egyház szellemi és fizikai szükségeinek kielégítése és ellátása.

A pünkösdi–karizmatikus mozgalom követői úgy tartják, hogy ezen természetfölötti ajándékok működése és megnyilvánulása kívánatos része az istentiszteletnek, azonban használatuknak jó és ékes rendben, Isten Igéjének alávetve kell történnie.

### Istentisztelet

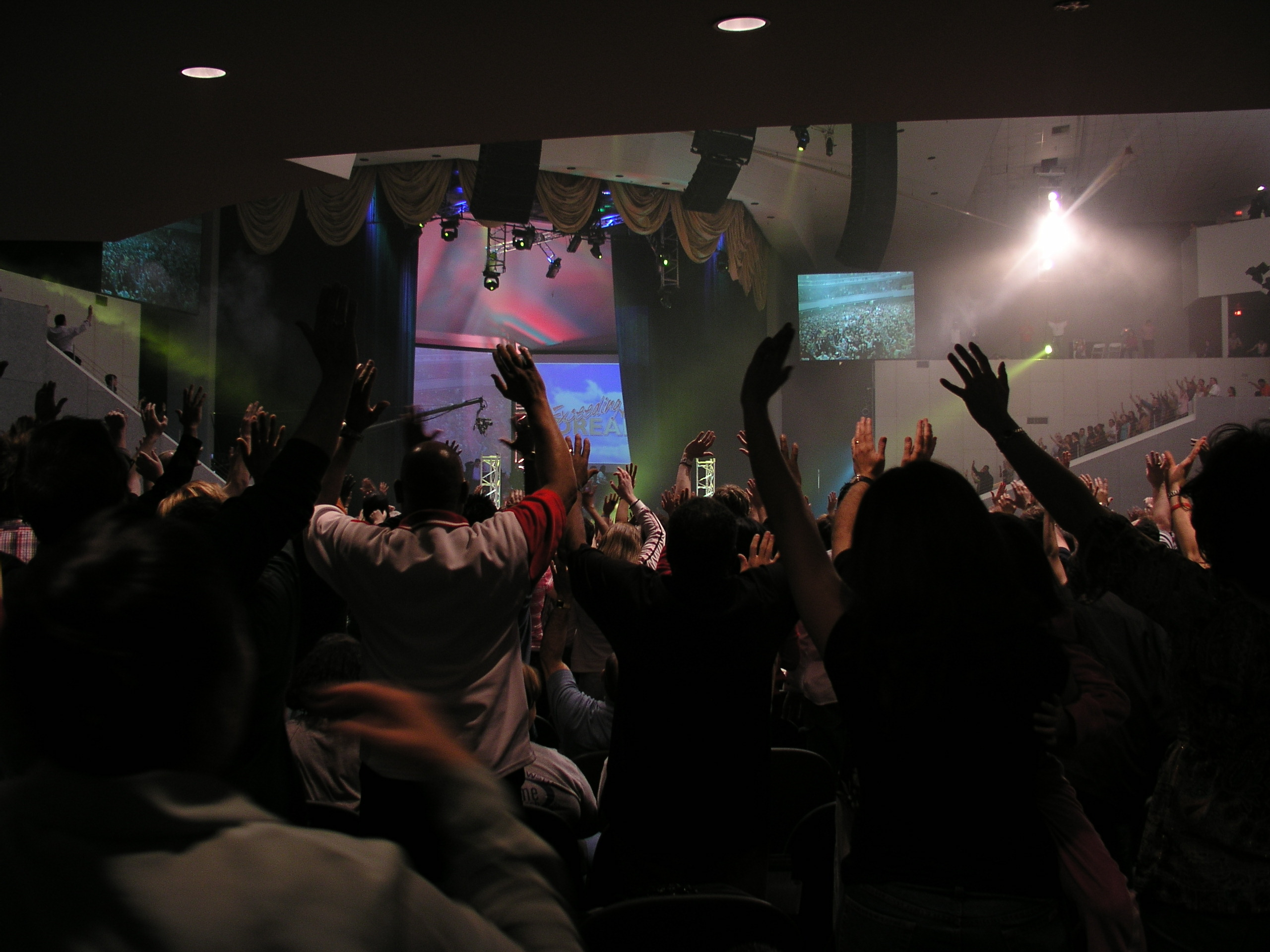
Istentisztelet az USA-ban (Phoenix)

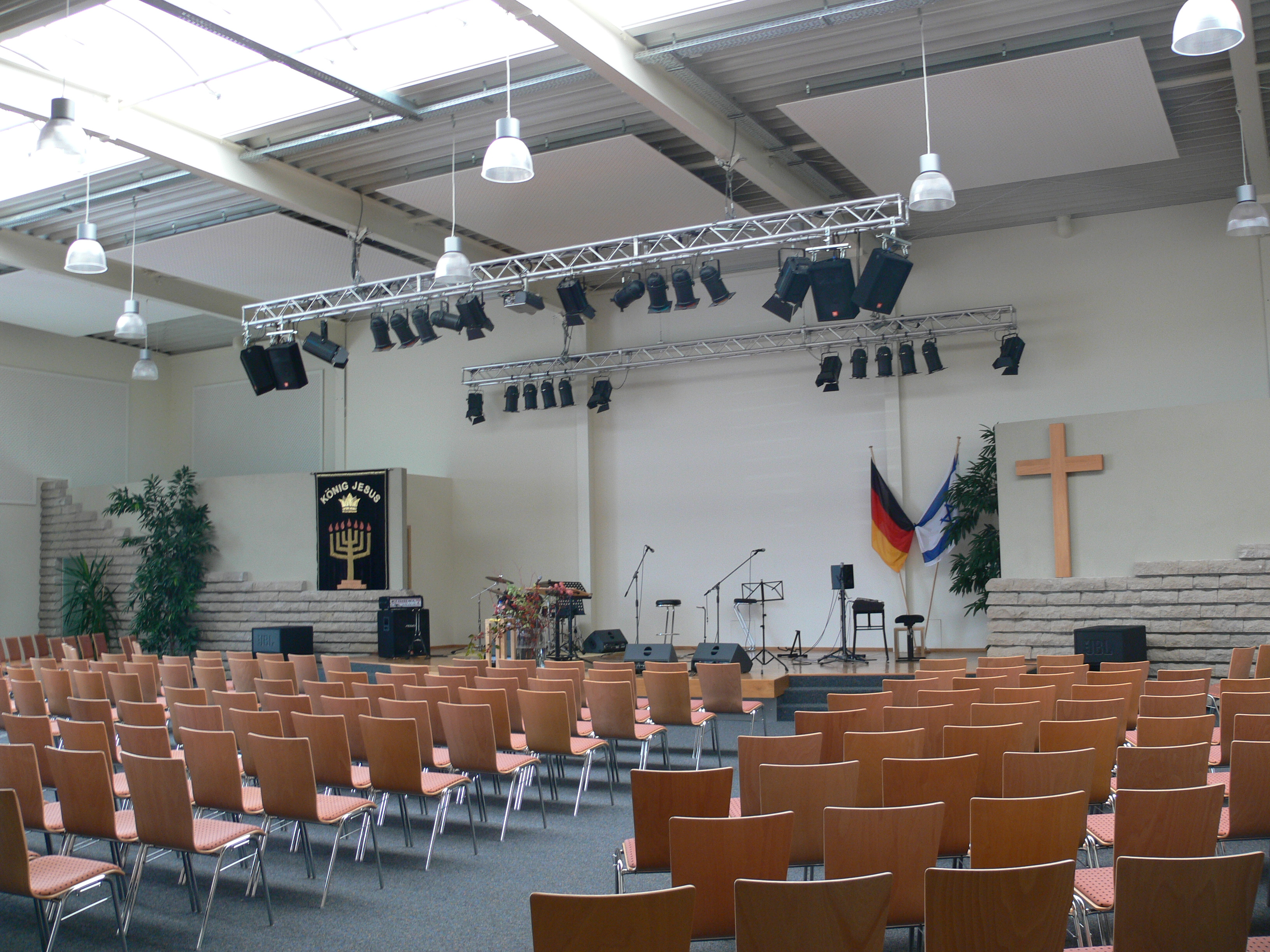
Pünkösdi templom Németországban (Ravensburg)

A pünkösdi–karizmatikus mozgalom követői az istentiszteletük megtartásánál is igyekeznek hűek maradni a Bibliához, amely az istentiszteletet nem köti rituális formához, de bizonyos alkotórészeiről beszél:
- ima (könyörgés, hálaadás, közbenjárás stb.), amely által Isten népe kifejezi háláját a már elvett áldásokért, és természetfölötti segítségért fordul Urához
- dicséret, dicsőítés: Isten kegyelmének hirdetése és magasztalása énekszóval (szívvel-lélekkel), hangszerekkel, tapssal, tánccal…
- imádás: az Úr jelenlétében való leborulás, Isten elismerése abszolút Úrként, Neki való hódolás
- igehirdetés: az írott Ige felolvasása és magyarázata, valamint a Szentlélektől kapott üzenetek átadása
- tanítás: a Szentírás mélyebb összefüggéseinek feltárása;
- bizonyságtevés: a hívők beszámolója Jézus Krisztus bennük, értük és mellettük végzett munkájáról
- úrvacsora: valóságos közösség Jézus Krisztus testével és vérével, ami minden áldás forrása;
- a gyülekezet szellemi és fizikai szükségeinek ellátása a Szentlélek ajándékainak működése által (például gyógyulásokért, szabadulásokért, anyagi áldásért stb. történő ima).

Az istentiszteleteken a fentiek bármelyike – a helyi gyülekezet szükségeinek megfelelően – előtérbe kerülhet és meghatározhatja az egész összejövetel jellegét. Istentiszteletet szabadban és zárt helyen (magánházaknál, imaházban, sportcsarnokban stb.) egyaránt tartanak.

## Híveinek száma
A klasszikus pünkösdi mozgalomhoz a 2010-es években kb. 279 milliónyi hívő tartozott világszerte. Ha hozzászámoljuk a pünkösdi mozgalmon alapuló karizmatikus és újkarizmatikus mozgalmak tagjainak számát is, a híveik száma világszerte meghaladja az 550 milliót, sőt más források alapján 2020-ra a 630 millió főt.

## Felekezetek
Magyarországon
Klasszikus pünkösdi közösségek:
- Magyar Pünkösdi Egyház
- MPE Agapé Pünkösdi Gyülekezet

Karizmatikus egyházak:
Külföldön jelentősebb közösségek
- Isten Gyülekezetei
- Apostoli Egyház
- Foursquare Church
- Egységpünkösdiek (Szentháromságtagadók)
  - Igaz Jézus Egyház

### Könyvek

#### angolul
- Dictionary of Pentecostal and Charismatic Movements by Burgess, Stanley M. and McGee Gary B. (Editors), Alexander, Patrick H. (Associate Editor) Regency Reference Library – Zondervan Publishing House, Grand Rapids, Michigan, 1988. Third Printing with corrections, October 1989.
- Pentecostalism: A Descriptive History of the Origin, Growth, and Message of a Twentieth Century Religious Movement by Nichol, John Thomas, Ph.D., Boston University Graduate School, 1965, 526 pages; AAT 6511223
- The Early Years of American Pentecostalism, 1900-1940: Survey of a Social Movement by Martin, Robert Francis, Ph.D., The University of North Carolina at Chapel Hill, 1975, 256 pages; AAT 7529051
- Power and the Spirit: Methodological Studies in a Black Apostolic Church by Sarno, Charles R., Ph.D., Boston College, 2004, 912 pages; AAT 3122138
- Early American Pentecostalism and the Issues of Race, Gender, War, and Poverty: A History of the Belief System and Social Witness of Early Twentieth Century Pentacostalism and Its Nineteenth Century Holiness Roots by Smalridge, Scott, M.A., McGill University (Canada), 1999, 100 pages
- The Origins, Development and Nature of Pentecostalism in Ulster, 1907 – c.1925: A Study in Historical and Theological Contextualisation by Robinson, James, Ph.D., Queen's University of Belfast (United Kingdom), 2001, 446 pages
- Theological Roots of Pentecostalism' by Dayton, Donald Wilbrr, Ph.D., The University of Chicago, 1983
- A hit emberei Roberts Liardon (1996) (God's Generals – Why They Succeeded and Why Some Falied ISBN 1880089475)
- Krisztus, a gyógyító F. F. Bosworth (1996) (Christ the healer ISBN 085009562X)

#### magyarul
- Ludwig Eisenlöffel: Égi tűz a Földön. Bevezetés a pünkösdi mozgalom tanításaiba, ford. Haury Gézáné; Loos, Bissingen, 1963
- Alföldy-Boruss Dezső: A pünkösdista és karizmatikus mozgalom rövid áttekintése és bibliai vizsgálata, szerzői kiadás, Gyúró, 1993
- Roger Liebi: Nyelveken beszélés vagy nyelveken szólás?, Evangéliumi, Budapest, 2007
- Az Evangéliumi Pünkösdi Közösség hitvallása, Pünkösdi Teológiai Főiskola, Budapest, 2008
- Rajki Zoltán: A pünkösdi mozgalom története Magyarországon 1945 és 1961 között, Gondolat, Budapest, 2011 (Universitas Pannonica)
- Cecil M. Robeck: Az Azusa utcai misszió és ébredés. A pünkösdi világmozgalom születése, ford. Gulyás Melinda; Pünkösdi Teológiai Főiskola, Budapest, 2015
- Demos Shakarian: A föld legboldogabb emberei, ford. Cseri Donatella, Joób Viktória; Patmos Records, Budapest, 2016 (Karizmatikus klasszikusok)
- Pásztor József: Tűzben született. A Magyar Apostoli Egyház története, Magyar Apostoli Egyház, Budapest, 2019
- Peti Lehel: "Krisztus ajándéka van bennünk". Pünkösdizmus moldvai román, roma és csángó közösségekben, Balassi–Erdélyi Múzeum-Egyesület, Budapest/Kolozsvár, 2020 (Vallásantropológiai tanulmányok Közép-Kelet-Európából)
- Marilyn Hickey: Ne add fel, míg nem győztél! Hogyan tapasztaltam meg életem során Isten csodáit, ford. Joób Viktória, Tóthné Kincs Vivien; Patmos Records, Budapest, 2021
- Allan Heaton Anderson: Pünkösdi és karizmatikus mozgalmak. Bevezetés napjaink karizmatikus kereszténységébe, ford. Sólyom László; Bencés, Pannonhalma, 2021 (Napjaink teológiája)

### Online
- biblia.hu – A pünkösdi események leírása a Bibliában
- Új exodus – Trójai faló a karizmatikus mozgalomban? (a katolikus karizmatikus mozgalom kritikája) (2001. június 1.)
- Új exodus – Színes pünkösd (az afroamerikai pünkösdizmus első száz éve) (2002. május 25.)
- Új exodus – A latin-amerikai ébredés (a neoprotestáns felekezetek dél-amerikai térnyerése a katolikus egyházzal szemben) (2005. június 10.)
- Hetek – A kereszténység és az öröm
- Hetek – Második reformáció?
- Titkos beszélgetés Istennel – Nyelveken szólás
- A pünkösdi események leírása a Bibliában
- Evangéliumi Pünkösdi Közösség
- Csodakor a Viharsarokban
- Pünkösdi.lap.hu
- New Apostolic Reformation – külső kritikus értékelés
- Anti-szekta: a pünkösdi felekezeteket bíráló oldal